# Mont Jacob
Pour les articles homonymes, voir Jacob (homonymie).
Le mont Jacob est une montagne québécoise de la région du Saguenay–Lac-Saint-Jean. Point culminant de l'arrondissement Jonquière à Saguenay, le Centre culturel du Mont Jacob y est construit en 1967. Le centre culturel abrite le Centre National d'Exposition, la salle Pierrette-Gaudreault, le théâtre La Rubique et le théâtre Cri.